# اوردوز (آلبوم چندآهنگه)
اُوِردوز (انگلیسی: Overdose) سومین آلبوم چندآهنگه از گروه پسرانهٔ کره‌ای–چینی اکسو کی و اکسو ام است. این آلبوم در ۷ مه ۲۰۱۴ توسط اس‌ام انترتینمنت منتشر و از طریق کی‌تی میوزیک در دو نسخهٔ کره‌ای و چینی توزیع شد. این اثر پس از آلبوم ویژهٔ زمستانی گروه با عنوان معجزه‌هایی در دسامبر که در دسامبر ۲۰۱۳ منتشر شد، عرضه شد. این آلبوم، آخرین حضور اعضای گروه، کریس و لو هان را پیش از ترک گروه شامل می‌شود. این دو عضو پس از انتشار آلبوم، با ارائهٔ دادخواست‌هایی علیه اس‌ام انترتینمنت خواستار فسخ قراردادهای خود شدند. همچنین اوردوز آخرین آلبومی است که توسط دو زیرگروه اکسو کی و اکسو ام به صورت جداگانه منتشر شده است.

## پیش‌زمینه و انتشار
قرار بود سومین آلبوم چندآهنگهٔ اکسو کی و اکسو ام در ۲۱ آوریل ۲۰۱۴ منتشر شود، اما به دلیل فاجعهٔ غم‌انگیز کشتی سه‌وول که در ۱۶ آوریل رخ داد، تاریخ انتشار به تعویق افتاد. موزیک ویدئوهای این آلبوم در ۶ مه ۲۰۱۴ در یوتیوب منتشر شدند و خود آلبوم در ۷ مه به بازار آمد.
پیش از انتشار، این آلبوم بیش از ۶۶۰٬۰۰۰ پیش‌سفارش دریافت کرد که در آن زمان آن را به پرفروش‌ترین مینی‌آلبوم تاریخ کره از نظر پیش‌فروش تبدیل کرد.
در ۱۵ مه ۲۰۱۴، لیدر اکسو ام، کریس، دادخواستی برای فسخ قراردادش با اس‌ام انترتینمنت ارائه داد و به بی‌توجهی به وضعیت سلامت خود و نقض حقوق بشر از سوی شرکت اشاره کرد.
نسخهٔ کره‌ای آلبوم در رتبهٔ دوم جدول آلبوم‌های جهانی بیلبورد قرار گرفت و همچنین به رتبهٔ ۱۲۹ جدول بیلبورد ۲۰۰ دست یافت، که در آن زمان اکسو را به گروه پسرانه کره‌ای با بالاترین جایگاه در جدول بیلبورد ۲۰۰ تبدیل کرد.